# Ophisaurus compressus
Ophisaurus compressus är en ödleart som beskrevs av  Cope 1900. Ophisaurus compressus ingår i släktet Ophisaurus och familjen kopparödlor. IUCN kategoriserar arten globalt som livskraftig. Inga underarter finns listade i Catalogue of Life.